# Satana (comics)
Pour les articles homonymes, voir Satana.
Satana Hellstrom, alias Satana est une super-vilaine évoluant dans l'univers Marvel de la maison d'édition Marvel Comics. Créé par le scénariste Roy Thomas et le dessinateur John Romita Sr., le personnage de fiction apparaît pour la première fois dans le comic book Vampire Tales (en) (vol. 1) #2 en octobre 1973.
Elle est la sœur de Daimon Hellstrom, alias le Fils de Satan et la fille de Marduk Kurios, qui prétend être le Satan biblique.
A la télévision, Satana, rebaptisée Ana, fait ses débuts dans la série télévisée Helstrom, interprétée par l'actrice Sydney Lemmon (en).

## Historique de la publication
Satana apparaît pour la première fois dans le comic book Vampire Tales #2 (octobre 1973), crée par Roy Thomas et John Romita Sr.
Elle apparaît en tant que personnage régulier dans le comic book Thunderbolts à partir du #155, et reste avec l'équipe lorsque le titre passe à Dark Avengers à partir du #175.

## Biographie du personnage

### Origines et parcours
Satana et son frère Daimon Hellstrom sont nés dans la petite ville de Greentown, dans le Massachusetts. Ils sont les enfants hybrides d'un démon se proclamant le Satan biblique. Leur mère, Victoria Wingate, devient folle en apprenant l'identité réelle de son amant. Tandis que Daimon, élevé par des serviteurs, grandit en rejetant l'héritage maléfique de son père, Satana poursuit sa voie en voyageant dans sa dimension infernale et y apprenant la magie noire, sous l'enseignement de son père et du démon Dansker. Son âme est liée à un démon, le Basilic.
Devenue un succube adulte, elle est bannie des Enfers et revient sur Terre. Elle rôde dans les ruelles sombres de New York pour s'y nourrir d'hommes, puis à Los Angeles où elle affronte une cabale de sorciers. Son familier, Exiter, est tué par des démons invoqués. Elle affronte ensuite son père.
Plus tard, elle est apparemment tuée par son propre frère, Daimon, mais réussit à vaincre la sorcière Kthara. Elle est transformée par la Camarilla des N'Garai en humaine, Judith Camber. Elle réussit à retrouver ses pouvoirs et élimine la Camarilla.
Quelque temps plus tard, le Basilic maudit le Docteur Strange, le transformant en loup-garou. Avec l'aide de Spider-Man, elle sauve le Sorcier suprême en se sacrifiant, emportant avec elle le démon qui l'habitait. Mais étant un être surnaturel, son esprit retourne en Enfer. Elle s'y allie avec un groupe de démons qui l'aide à envoyer son âme dans un corps léthargique. Elle retrouve peu à peu sa puissance magique, planifiant d'attaquer le royaume infernal de son père.
Elle trouve encore une fois la mort, mais de nouveau est ramenée à la vie grâce au Docteur Strange. Satana s'allie avec deux autres femmes, formant le groupe des Trois Sorcières. Le trio affronte l'Hellphyr, un être mystique et avatar de Satan, dont le véritable nom est Marduk Kurios. Par la suite, les aventurières ont pour mission de protéger le Tome de Zhered-Na, un puissant livre d'incantation appartenant à la famille de Jennifer Kale.
Pourtant, Satana a depuis reprit le chemin du mal, cherchant toujours à s'emparer du royaume de son père, et volant les âmes d'hommes à Manhattan, dont une sur dix échoue en tribut à Marduk.

### Dark Reign
Durant le crossover Dark Reign, Satana est contactée par Hood (possédé par l'entité Dormammu) et devient son mentor dans les arts mystiques.

## Pouvoirs et capacités
Satana est un succube, un être moitié humain, moitié démon. Elle possède un grand pouvoir mystique de par ses origines, étant la fille d'un puissant démon, mais aussi par l’entraînement occulte qu'elle a reçu. On l'a ainsi déjà vue se téléporter à travers les dimensions, léviter, et projeter des éclairs ou des flammes (Hellfire).
En complément de ses pouvoirs, Satana dispose de connaissances très développées dans les domaines occultes et mystiques. Elle est également une redoutable séductrice, sachant parfaitement piéger les hommes et les manipuler pour parvenir à ses fins.
- Satana vieillit très lentement et ne semble pas craindre les maladies humaines.
- En tant que succube, elle est capable de se nourrir de l'énergie psychique des mâles pour accroître ses capacités et sa puissance magique. Cela constitue aussi sa faiblesse, car elle doit aussi le faire pour survivre. L'être vampirisé perd sa force, et son âme se transforme en papillon de lumière, que Satana absorbe au contact. L'âme de la proie est alors envoyée dans l'enfer de Marduk.
- Elle possède un pouvoir limité d'hypnotisme qui l'aide à contrôler l'esprit de ses victimes.
- Elle possède aussi un don de psy-vampirisme. Si elle touche un objet ayant servi à tuer, elle peut absorber son énergie négative (ou « énergie sanglante ») en proportion au nombre d'êtres tués, et augmenter sa force physique. Elle peut alors soulever une masse de plusieurs tonnes.

## Apparition dans d'autres médias

### Télévision
- 2020 : Helstrom (série télévisée), interprétée par l'actrice Sydney Lemmon (en). Le personnage est rebaptisé Ana Hellstrom dans la série.

### Jeux vidéo
- dans Marvel vs. Capcom 3: Fate of Two Worlds et dans Ultimate Marvel vs. Capcom 3 (apparitions).
- dans Marvel Avengers Alliance (en) (boss et personnage déblocable)[4].
- dans Marvel Avengers Academy (en) (boss et personnage déblocable)[5].
- dans Marvel: Future Fight (personnage déblocable)[6],[7].